# George Musso
George Francis Musso (* 8. April 1910 in Collinsville, Illinois, USA; † 5. September 2000 in Edwardsville, Illinois), Spitzname: "Moose" war ein US-amerikanischer American-Football-Spieler. Er spielte in der National Football League (NFL) bei den Chicago Bears in der Offensive Line.

## Jugend/Familie
George Musso wurde als Sohn eines Bergmanns geboren. Er stammte aus einer kinderreichen Familie und hatte noch drei Brüder und sechs Schwestern. Sein Bruder Baptist Musso fiel im Zweiten Weltkrieg kurz vor Kriegsende in der Nähe von Plauen. Freunde der Familie mussten den Vater überreden, George eine höhere Schulbildung zukommen zu lassen. Auf der High School spielte er neben Football auch Baseball und Basketball, war aber auch als Leichtathlet aktiv. Dieselben Freunde waren es auch, die den Vater von George dazu überredeten, ihn nach dem Schulabschluss ein College besuchen zu lassen. Die Millikin University hatte Musso ein Stipendium angeboten, welches dieser annahm.

## Spielerlaufbahn

### Collegekarriere
George Musso studierte von 1929 bis 1932 an der Millikin University. Er spielte in der Offensive Line der College-Football-Mannschaft, war aber weiterhin auch als Baseball- und Basketballspieler, sowie als Leichtathlet aktiv. Die Footballmannschaft des Colleges spielte in der Illinois Intercollegiate Athletic Conference. 1929 war er Gegenspieler von Ronald Reagan, der Football auf dem Eureka College spielte. Die Mannschaft von Musso gewann überlegen mit 45:6. Im Jahr 1933 spielte Musso in einem College-All-Star-Game in Chicago, wo er dem Mitbesitzer und Trainer der Chicago Bears George Halas auffiel.

### Profikarriere
Musso erhielt nach seinem Studium zwei Angebote von Profimannschaften. Der Trainer der New York Giants Steve Owen hatte Interesse an einer Verpflichtung von Musso und die Mannschaft bot ihm ein Salär von 75 US-Dollar pro Spiel an. Halas bot ihm zunächst 45 US-Dollar pro Spiel, entschloss sich dann aber das Angebot auf 90 US-Dollar zu erhöhen, falls dieser in einem Probetraining überzeugen konnte. George Musso erhielt 5 US-Dollar für die Fahrtkosten und konnte im Probetraining zunächst überzeugen. Musso zog vor der Saison 1933 mit einem Kommilitonen, der ebenfalls einen Vertrag bei den Bears erhalten hatte, nach Chicago und wohnte zusammen mit diesem und Bronko Nagurski gemeinsam in einem Apartment. Bereits nach seinem ersten Spiel in der Saison 1933 wollte Halas Musso an ein Farmteam abgeben. Dieser war damit nicht einverstanden und machte deutlich, dass er zu den Green Bay Packers, die ihm gleichfalls ein Vertragsangebot gemacht hatten, wechseln würde, falls er für die Bears in einer unterklassigen Liga spielen müsste. Halas ließ sich überzeugen.
Der Durchbruch kam für Musso am vierten Spieltag seiner Rookiesaison. Musso blockte in einem Spiel gegen die Chicago Cardinals einen Punt zu einem Safety und glich damit das Spiel zum 9:9 aus. Letztendlich gingen die Bears mit einem 12:9-Sieg vom Platz. Zwei Spieltage später wurde Musso als Starter auf der Position eines Offensive Tackles eingesetzt. Die Mannschaft um die späteren Mitglieder in der Pro Football Hall of Fame Nagurski, Bill Hewitt, William R. Lyman und Red Grange gewann 1933 die NFL-Meisterschaft. Die Bears konnten im Endspiel die New York Giants mit 23:21 besiegen. Im Jahr 1934 gewannen die Bears alle 13 Spiele in der regular Season, mussten sich aber im Endspiel den Giants mit 30:13 geschlagen geben.
Vor der Spielrunde 1935 spielte Musso mit den Bears im College All-Star Game gegen die besten Collegespieler. Einer seiner Gegenspieler war Gerald Ford, der die 5:0-Niederlage der College All-Stars gegen die Bears nicht verhindern konnte.
In der Spielzeit 1937 wechselte Musso auf die Position eines Guards. Auch in diesem Jahr musste sich das Team von George Halas im Endspiel geschlagen geben, diesmal verloren sie mit 28:21 gegen die von Ray Flaherty trainierten Washington Redskins. Nach der regular Season 1940 konnte Musso seinen zweiten Meistertitel feiern. Die Mannschaft war mit Spielern wie George McAfee, Bulldog Turner, Bill Osmanski, Joe Stydahar, Dan Fortmann, Ken Kavanaugh und Sid Luckman herausragend besetzt. Im NFL-Endspiel dieses Jahres konnten sie die Washington Redskins deutlich mit 73:0 besiegen. Im folgenden Jahr konnten die Bears ihren Titel verteidigen und gewannen das Endspiel gegen die Giants mit 37:9. Im Laufe der Saison 1942 wurde Halas durch Hunk Anderson als Trainer ersetzt. Erneut blieben die Bears in der regular Season ungeschlagen, verloren aber im Endspiel gegen die Redskins mit 14:6. Die Mannschaft der Bears blieb ein Spitzenteam und Musso gewann mit ihr 1943 seinen vierten Meistertitel. Zum wiederholten Mal waren die Redskins der Endspielgegner und diesmal konnten sich die Bears mit 41:21 durchsetzen. Nach der Spielrunde 1944 beendete Musso seine Profilaufbahn.

## Nach der Laufbahn
George Musso arbeitete nach seiner Spielerlaufbahn in Edwardsville als Gastronom und Deputy Sheriff. Von 1958 bis 1962 und von 1966 bis 1970 war er Sheriff des Madison County. George Musso starb in Edwardsville in einem Pflegeheim. Er ist auf dem Sunset Hill Cemetery in Glen Carbon beerdigt.

## Ehrungen
George Musso spielte dreimal im Pro Bowl, dem Abschlussspiel der besten Spieler einer Saison. Er wurde fünfmal zum All-Pro gewählt. Musso ist Mitglied in der Pro Football Hall of Fame, in der Italian American Sports Hall of Fame und in der Millinkin University Athletics Hall of Fame.